# Anthony Musgrave
Anthony Musgrave, né le 31 août 1828 à Saint John's et mort le 9 octobre 1888 à Brisbane, est un administrateur colonial britannique. Au cours de sa carrière, il occupe le poste de gouverneur pour de nombreuses colonies de l'Empire britannique.

## Biographie

### Famille et formation
Anthony Musgrave est né en 1828 à St John's, dans la colonie britannique d'Antigua. Il est l'un des 11 enfants d'Anthony Musgrave et de Mary Harris Sheriff. Il reçoit une éducation à Antigua et en Grande-Bretagne. En 1854, il épouse Christiana Elizabeth, fille de William Byam. En secondes noces, il épouse Jeanie Lucinda Field, fille de David Dudley Field II.

### Début de carrière
Il est nommé le 14 septembre 1850 secrétaire particulier de Robert James Mackintosh, gouverneur des Îles-sous-le-Vent britanniques. Il est secrétaire colonial d'Antigua de 1854 à 1860. Il est ensuite nommé président intérimaire de Niévès en 1860 et 1861, puis administrateur provisoire de Saint-Vincent. Il est nommé lieutenant-gouverneur de Saint-Vincent en 1862.

### Gouverneur
En septembre 1864, il est nommé gouverneur de Terre-Neuve. Contrairement aux postes qu'il avait précédemment occupés, Terre-Neuve est une colonie possédant un gouvernement responsable et une vie parlementaire active. Conformément aux directives du Bureau des Colonies, il appuie une admission de la colonie à la Confédération canadienne. Malgré ses efforts, Terre-Neuve refuse de se joindre au nouveau pays en 1867. Avec le décès en 1869 du gouverneur de la colonie de la Colombie-Britannique, Frederick Seymour, on l’envoie prendre sa succession. Encore une fois, on lui confie le mandat d'appuyer une annexion de cette colonie au Canada. Il remporte son pari, puisque la Colombie-Britannique devient une province canadienne en juillet 1871.
En 1872, on l'envoie en Afrique du Sud, à titre de gouverneur de la colonie du Natal. L'année suivante, il occupe le même poste en Australie-Méridionale. Il est ensuite gouverneur de la Jamaïque de 1877 à 1883 puis du Queensland jusqu'en 1888.

## Distinctions
- Ordre de Saint-Michel et Saint-Georges Chevalier Commandeur (KCMC)

## Hommages
Plusieurs lieux sont nommés en son honneur, dont :
- Monts Musgrave
- Île Lady Musgrave
- Musgravetown